# アルブレヒト4世 (バイエルン公)

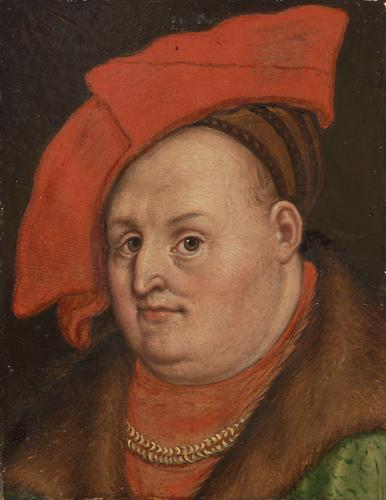
アルブレヒト4世

アルブレヒト4世（Albrecht IV., 1447年12月15日 - 1508年3月18日）は、15世紀の上バイエルン＝ミュンヘン公。アルブレヒト3世の5男。ヨハン4世、ジギスムントの弟。狡猾公（der Weise）の渾名を持つ。

## 生涯
聖職者になる予定だったが、長兄のヨハン4世が急死したため、次兄のジギスムントと共同統治することになった。1467年にジギスムントが公の座を降りてダッハウに居住したので、アルブレヒト4世の単独統治となった。ジギスムントは1501年に死去、ダッハウも返還された。
1486年にレーゲンスブルクを占領し、1487年に神聖ローマ皇帝フリードリヒ3世の娘クニグンデと勝手に結婚した。激怒したフリードリヒ3世と対立するも、義兄のローマ王マクシミリアン1世の仲介で和睦した。チロル領主ジークムントとの紛争も解決、以後マクシミリアン1世に仕えた。
1503年、遠縁の下バイエルン＝ランツフート公ゲオルクが死去、婿のループレヒト（プファルツ選帝侯フィリップの3男）が相続人に指名されたことに反発し、ランツフート継承戦争を起こした。マクシミリアン1世の加勢も得てアルブレヒト4世はこの戦争に勝利し、ゲオルクの遺領の大半を獲得してバイエルンを統一した（残りはループレヒトの子でゲオルクの外孫オットー・ハインリヒがプファルツ＝ノイブルク公として継承）。
以後のバイエルンの分裂を防ぐため、1506年に分割相続を禁止した布告を発布した。1508年のアルブレヒト4世の死後、長男のヴィルヘルム4世が相続したが、1516年に次男のルートヴィヒ10世も相続権を主張して兄に共同統治を認めさせた。1545年のルートヴィヒ10世の死によってバイエルンは再統一され、以後長子単独相続として続いていく。

## 子女
- ジドーニエ（1488年 - 1505年）
- ジビュレ（1489年 - 1519年） - プファルツ選帝侯ルートヴィヒ5世妃
- ザビーナ（1492年 - 1564年） - ヴュルテンベルク公ウルリヒ妃
- ヴィルヘルム4世（1493年 - 1550年） - バイエルン公
- ルートヴィヒ10世（1495年 - 1545年） - バイエルン公
- ズザンナ（1499年 - 1500年）
- エルンスト（1500年 - 1560年） - ザルツブルク大司教
- ズザンナ（1502年 - 1543年） - ブランデンブルク＝クルムバッハ辺境伯カジミールの妃。後にプファルツ選帝侯オットー・ハインリヒと再婚。